# 수봉공원
수봉공원(壽鳳公園)은 인천광역시 미추홀구 도화동과 주안동을 경계로 한 수봉산을 중심으로 하는 공원이며, 한국 전쟁과 연관이 깊은 호국공원 가운데 하나이다. 현충탑과 인천지구전적 기념비, 재일학도의용군 참전기념비 등 호국의 정신을 기리는 기념비가 공원 곳곳에 세워져 있을 뿐 아니라, 실향민들의 제사 및 참배를 드리는 망배단이 설치되어 있는 공원이다. 또한 놀이시설도 많이 갖추어져 있었으나 현재는 철거됐다. 그 자리에는 어린이들을 위한 놀이터가 새롭게 조성되어 있다.

## 갤러리

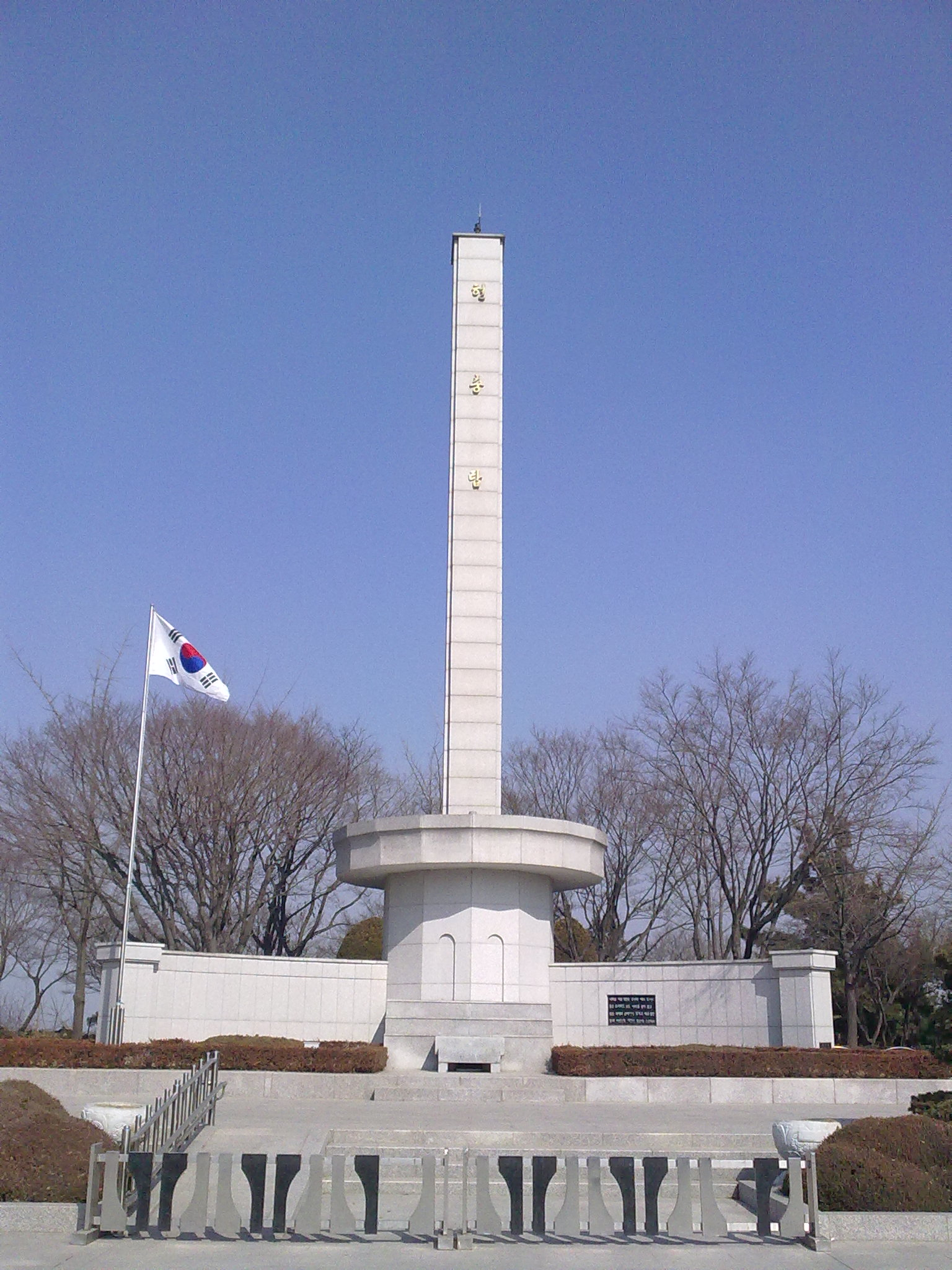
현충탑
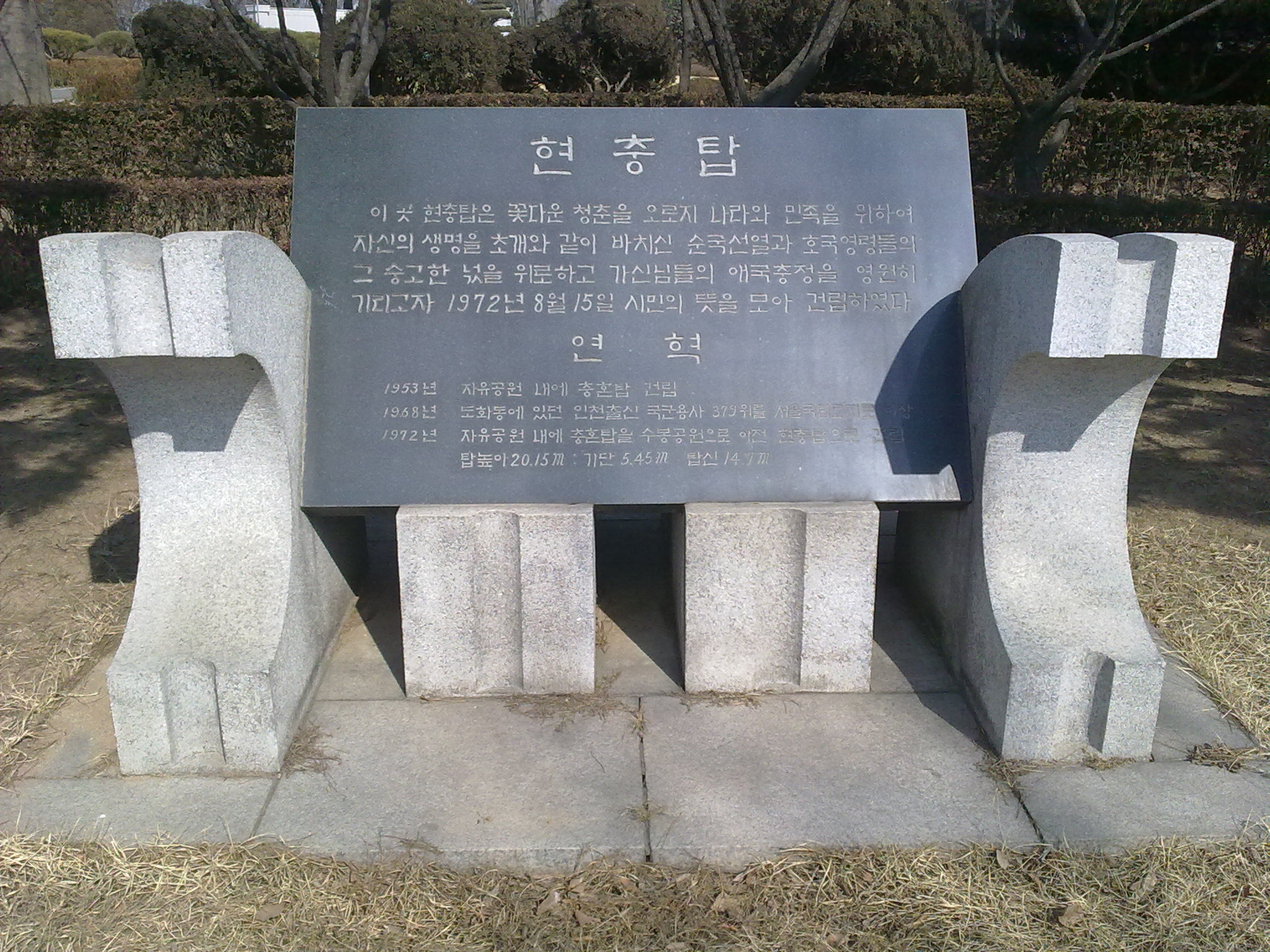
현충탑비
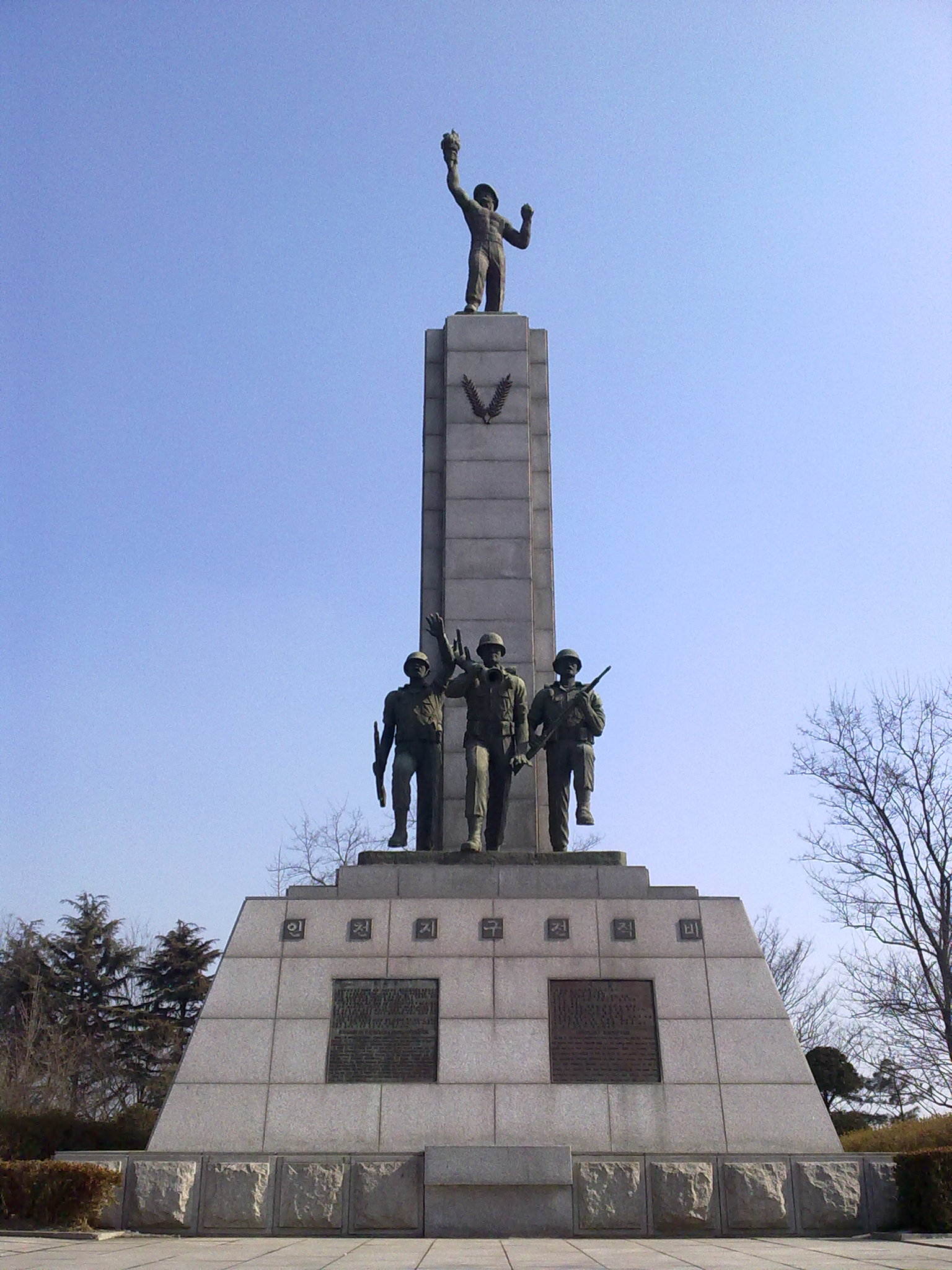
인천지구전적비
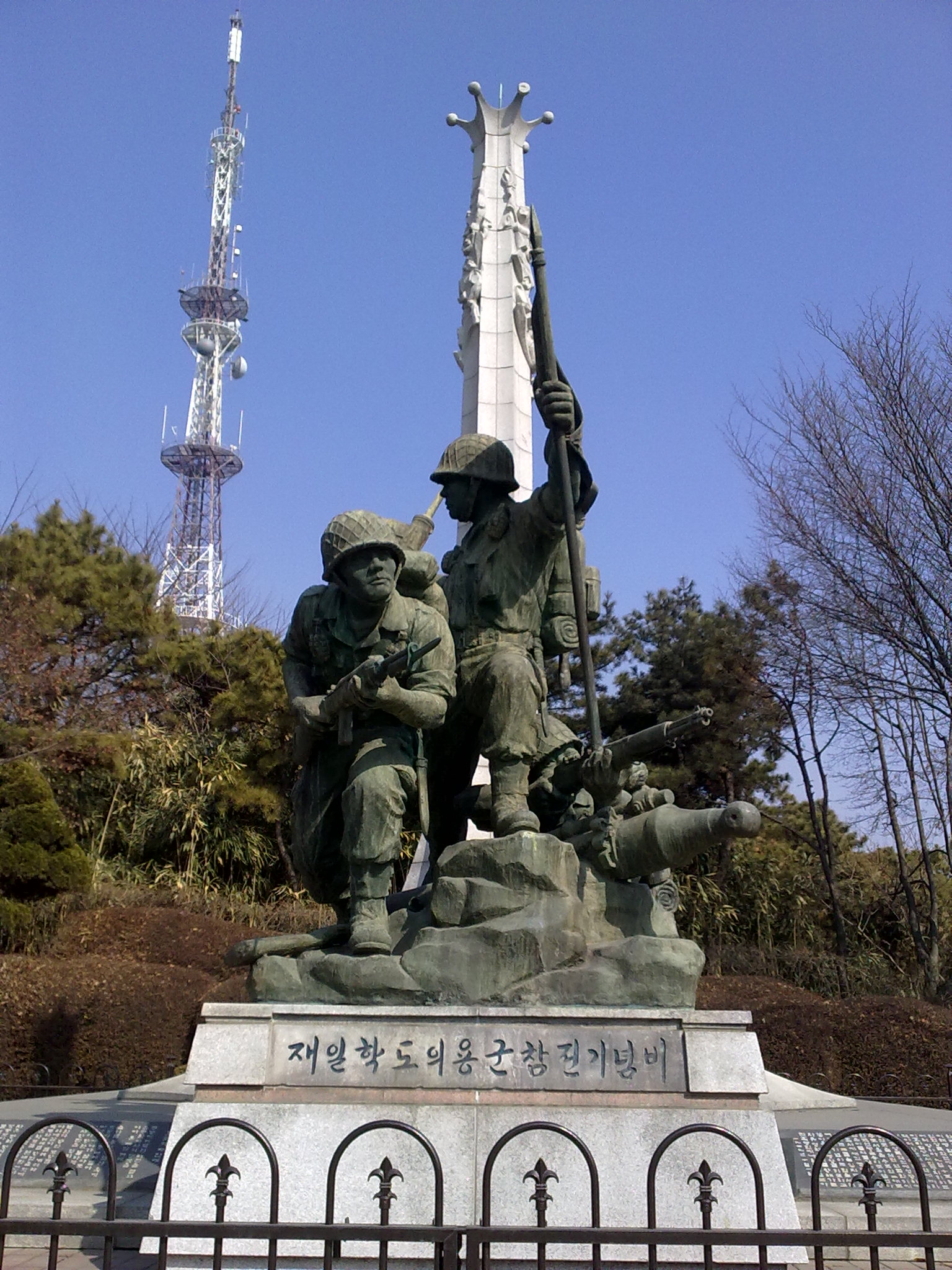
재일학도의용군참전기념비
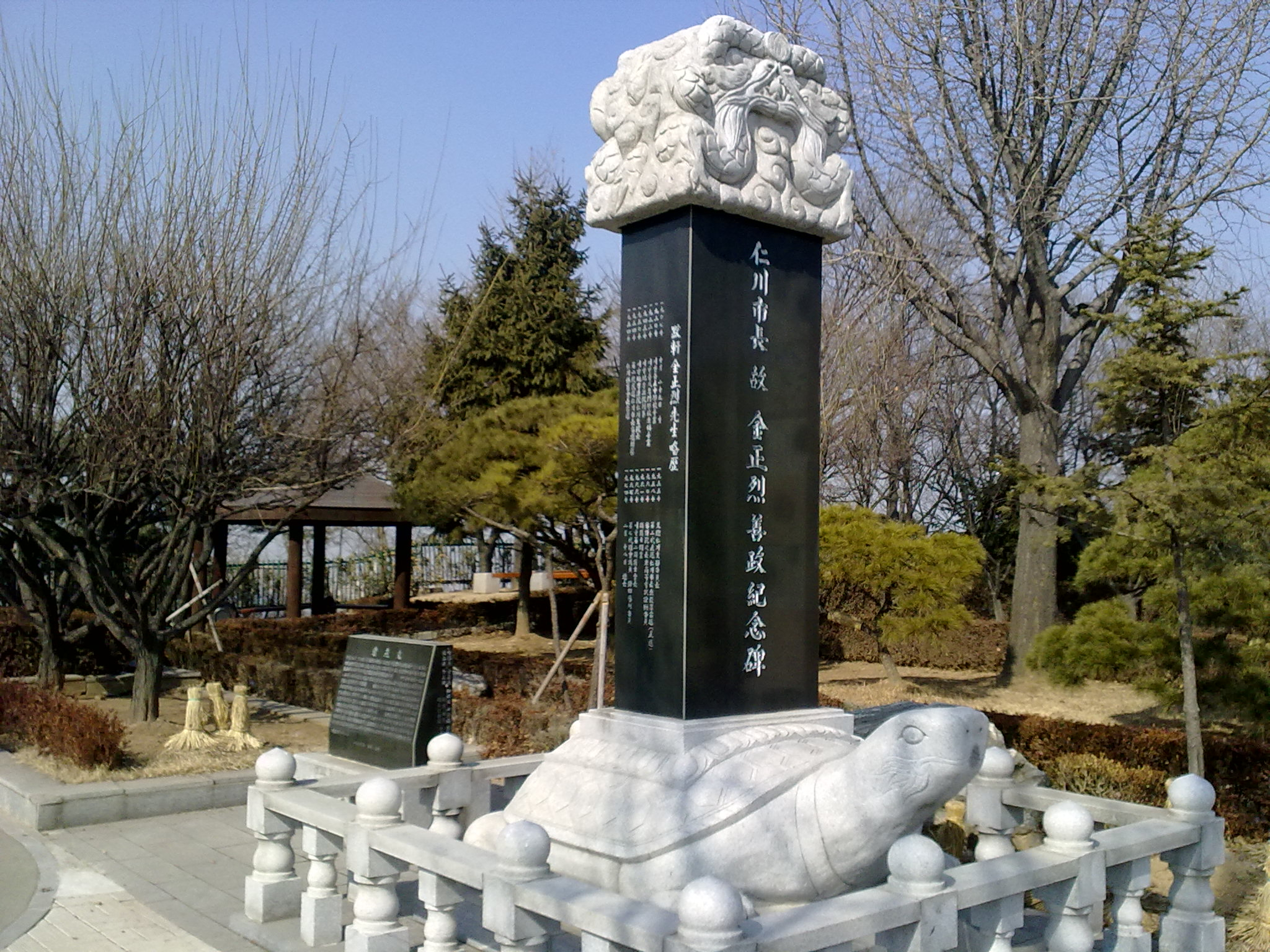
김정렬 선정기념비
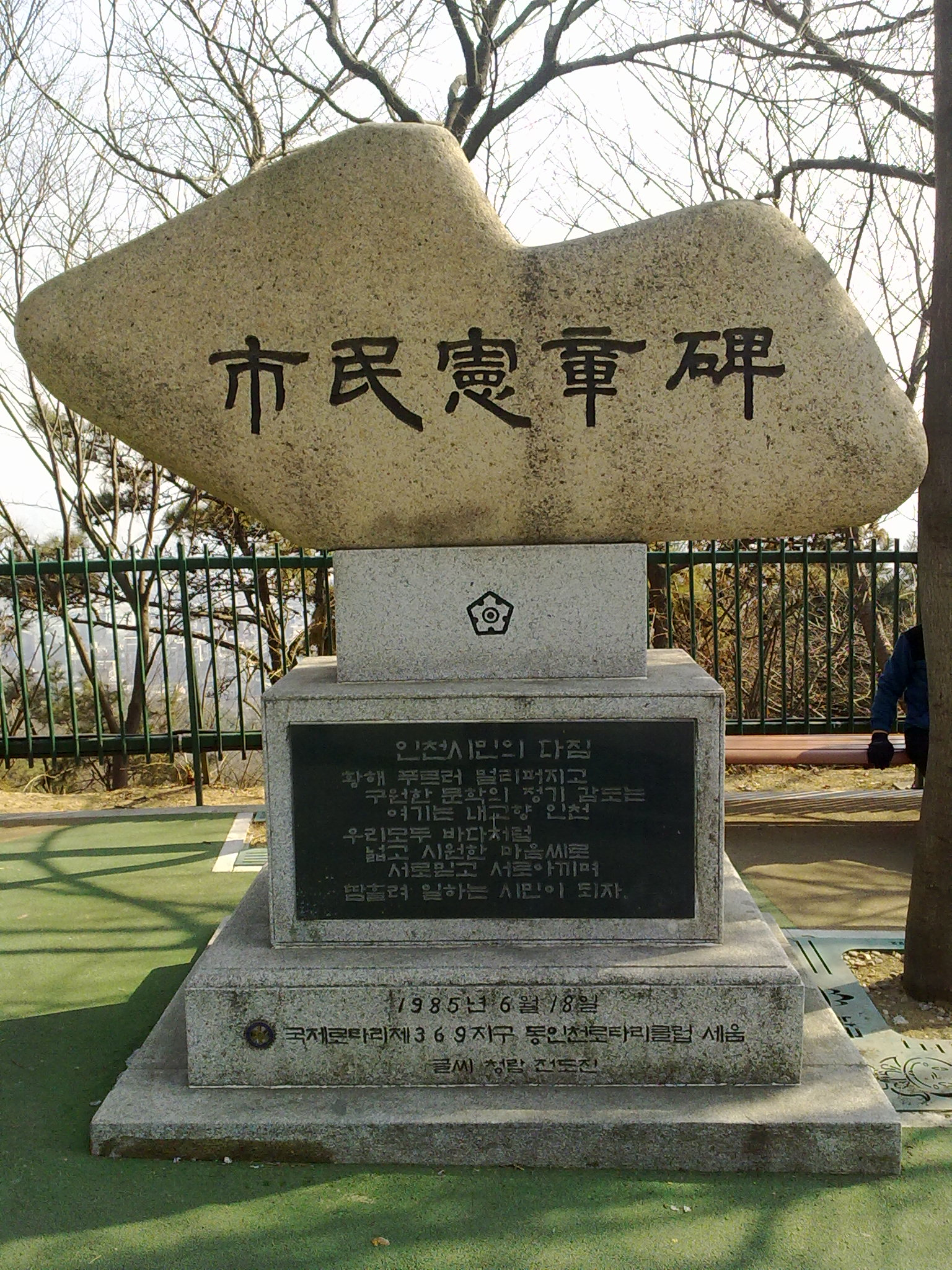
시민헌장비
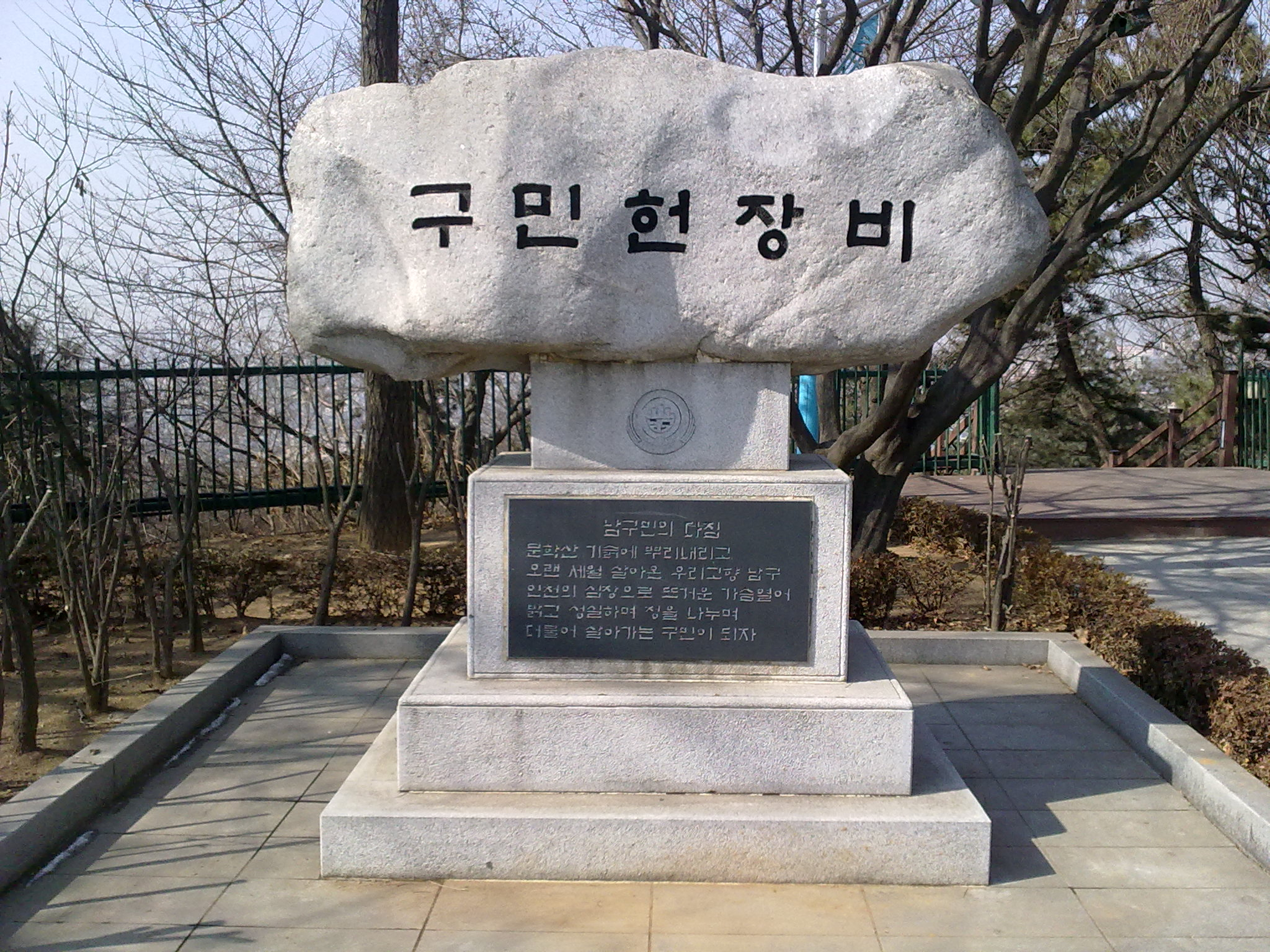
구민헌장비
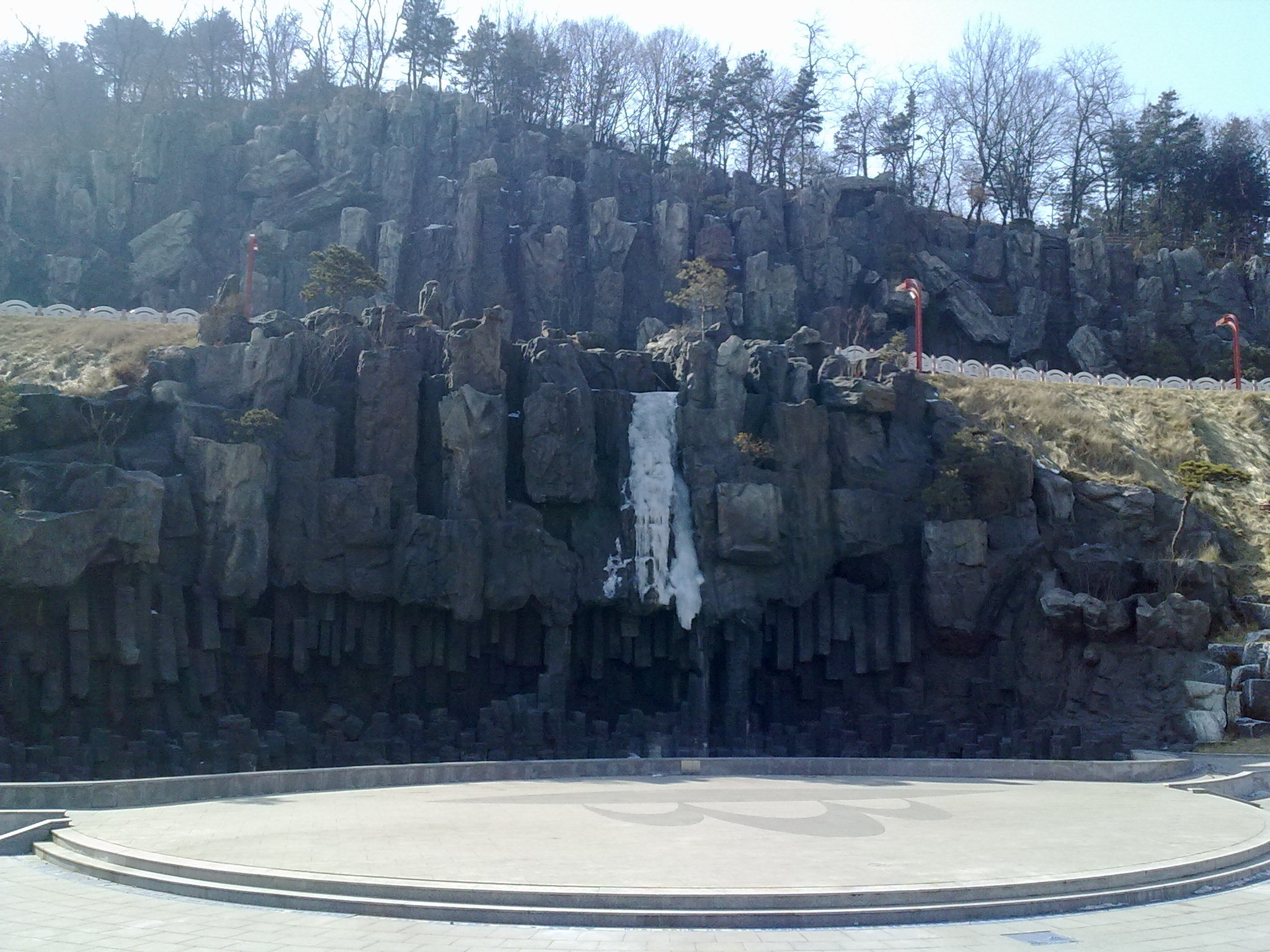
인공폭포

## 같이 보기
- 수봉로 (인천)
- 수봉산